# Ertuğrul Yalçınbayır
Ertuğrul Yalçınbayır (* 1946 in Chaskowo, Bulgarien) ist ein türkischer Anwalt, Politiker und ehemaliger Minister.
Er absolvierte die Fakultät für Rechtswissenschaften an der Universität İstanbul. Danach arbeitete Yalçınbayır als freier Anwalt und als Beobachter in der türkischen Fußballföderation. Er war Mitglied des Stadtrates von Bursa.
Yalçınbayır war Abgeordneter der AKP für die Provinz Bursa in der 20., 21., und 22.  Legislaturperiode der Großen Nationalversammlung der Türkei. Dabei war er auch Präsident der Verfassungskommission im Parlament. Außerdem war er stellvertretender Ministerpräsident und Staatsminister in der 58. Regierung der Republik Türkei (Kabinett Gül).
Ertuğrul Yalçınbayır ist verheiratet und Vater zweier Kinder.